# Нахтигаль, Густав

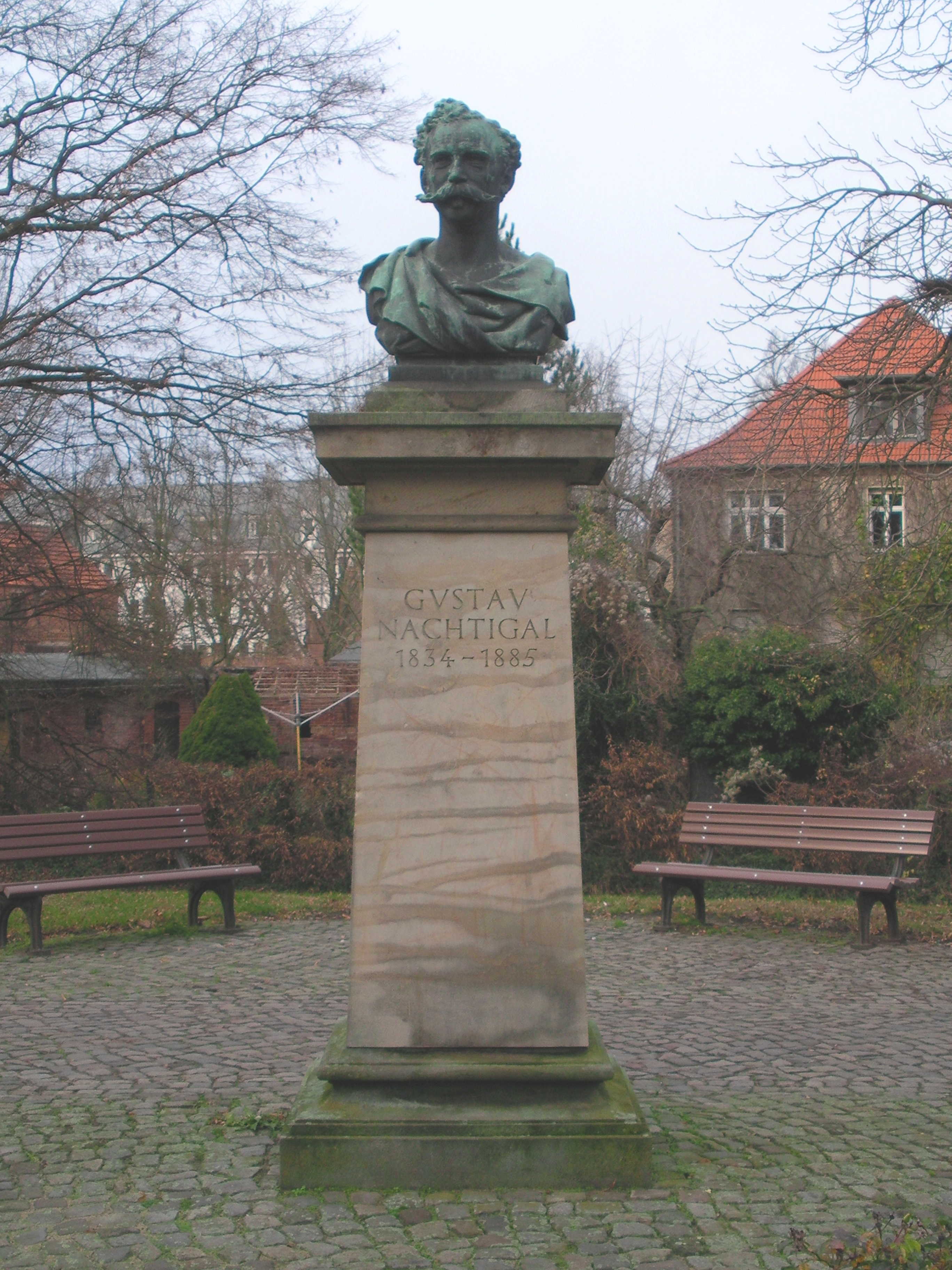
Памятник Нахтигалю в Штендале

Гу́став На́хтигаль (нем. Gustav Nachtigal; 23 февраля 1834, Айкстедт (Альтмарк), Саксония — 20 апреля 1885, на борту канонерской лодки «Чайка» императорских военно-морских сил в Атлантическом океане около мыса Кейп-Пальмас) — германский государственный деятель, учёный, путешественник, исследователь Центральной Африки. Врач по образованию.

## Биография
Нахтигаль родился в семье лютеранского пастора. Получил медицинское образование в университетах Галле, Вюрцбурга и Грейфсвальда, служил военным хирургом. Из-за легочного туберкулёза переехал в Северную Африку (Алжир, Тунис), участвовал в качестве хирурга в нескольких экспедициях в центральные районы Африки.
В 1869 году прусский король Вильгельм I назначил Нахтигаля эмиссаром, поручив ему передать дары Умару, правителю государства Канем-Борно (территория современной Нигерии и Чада). Экспедиция отправилась в 1869 году из Триполи и через два года прибыла к месту назначения. Экспедиция завершилась зимой 1874 года прибытием в Хартум, в ноябре 1875 году Нахтигаль приехал в Каир. За время путешествия были исследованы нагорье Тибести, область Борку, районы центральной Сахары и озера Чад, правый берег реки Шари на территории султаната Багирми, нагорье Вадаи и плато Кордофан. Свои наблюдения Нахтигаль описал в сочинении «Сахара и Судан» (3 тт., 1879—1889).
В 1882—1884 годах Нахтигаль был генеральным консулом Германской империи в Тунисе. В 1884 году рейхсканцлер Отто фон Бисмарк отправил на канонерке «Чайка» Нахтигаля как имперского комиссара в Западную Африку якобы для заключения торговых соглашений, но фактически для помощи в установлении германского протектората над Тоголендом и Камеруном. В июле 1884 года Нахтигалем при плавании на канонерке «Чайка» были подняты германские государственные военные флаги (нем. die Reichskriegsflagge) на побережье современных Того и Камеруна, где незадолго до этого германскими компаниями были заключены договоры о протекторате с правителями эве и дуала. При дальнейшем плавании Нахтигаль произвёл подъём германских флагов на побережье Юго-Западной Африки, обозначив (по международным нормам того времени) покровительство Германии над территориальными приобретениями предпринимателя Адольфа Людерица на побережье Юго-Западной Африки от реки Оранжевая на юге до реки Кунене на севере.
При возвращении Нахтигаль ещё раз был в Камеруне и умер от осложнённого лёгочным кровотечением туберкулёза 20 апреля 1885 года на борту канонерки «Чайка», находившейся в океане недалеко от мыса Кейп-Пальмас (Либерия), был захоронён в Гран-Басамe (ныне в Республике Кот-д’Ивуар), в 1888 году прах был перезахоронён в Дуале (Камерун) и на могиле воздвигнут памятник.
В честь Густава Нахтигаля известный медальер Карл Гёц в 1935 году выпустил памятную медаль.

## Сочинения
- «Сахара и Судан» / «Sahara und Sudan» (3 тт., 1879—1889).[3]

### Перевод на русский язык
- Нахтигаль Г. Сахара и Судан: Результаты шестилетнего путешествия по Африке / Густав Нахтигаль; Сокр. пер. с нем. Г. А. Матвеевой; Отв. ред. Л. Е. Куббель. — М.: Наука. Главная редакция восточной литературы, 1987. — 312 с. — 10 000 экз. (в пер.)